# Hôtel de la Caisse d'épargne de Château-Salins
L’hôtel de la Caisse d’épargne est un bâtiment du début du XXe siècle situé à Château-Salins, en France. Il a autrefois accueilli un établissement bancaire, pour lequel il a été construit.

## Situation et accès
L’édifice est situé au no 5 de la rue Solvay, vers le centre-ville de Château-Salins, et plus largement au  sud du département de la Moselle.

## Histoire
Une première cérémonie d’inauguration a lieu en 1914, l’édifice étant pratiquement achevé à la mobilisation. Durant la guerre, des cantonnements de troupes y sont réalisées, ce qui détériore l’intérieur. Refait à neuf après l’armistice, une seconde cérémonie d’inauguration a lieu le 21 novembre 1921, à 11 h 30, en présence du conseil d’administration de la Caisse d’épargne, du conseil municipal, du maire et président de la Caisse d’épargne (Zinsmeister) et du sous-préfet de Château-Salins (Bricka). La clôture de cette dernière cérémonie s’effectue avec un banquet servi à l’hôtel Vallet.